# 胡斯瓦多
胡斯瓦多，是西班牙卡斯蒂利亚-莱昂萨拉曼卡省的一个市镇。 总面积22平方公里，总人口193人（2001年），人口密度9人/平方公里。